# Stegana curvinervis
Stegana curvinervis är en tvåvingeart som först beskrevs av Friedrich Georg Hendel 1914.  Stegana curvinervis ingår i släktet Stegana och familjen daggflugor.
Artens utbredningsområde är Taiwan. Inga underarter finns listade i Catalogue of Life.